# 8ª Squadriglia per l'artiglieria
La 8ª Squadriglia per l'artiglieria del Servizio Aeronautico del Regio Esercito fu costituita a fine marzo 1916 con aerei Farman 14.

## Storia
Nata a Torino a fine marzo 1916 comandata dal Capitano osservatore Goffredo Maurel si sposta il 5 aprile alla Comina (Friuli-Venezia Giulia) per la 4ª Armata.
Il 15 aprile 1916 nel cambio dei nomi di tutte le squadriglie diventa 48ª Squadriglia.